# 金賈
金賈是非洲國家烏干達的城鎮，也是金賈區，位於該國東南部維多利亞湖畔，距離首都坎帕拉約87公里，始建於1907年，是該國第二大商業中心，僅次於坎帕拉，2011年人口估計約89,700。

## 外部連結
- Online Luganda Dictionary

0°25′28″N 33°12′15″E / 0.42444°N 33.20417°E